# Alberto Uria
Alberto Uria, urugvajski dirkač Formule 1, * 11. julij 1924, Urugvaj, † 4. december 1988, Urugvaj.
Alberto Uria je pokojni urugvajski dirkač Formule 1. Debitiral je v sezoni 1955, ko je nastopil na zanj daleč najbližji dirki za Veliko nagrado Argentine kjer je odstopil, ker mu je v dvaindvajsetem krogu zmanjkalo goriva. Drugič in zadnjič je na dirki Formule 1 nastopil ponovno na dirki za Veliko nagrado Argentine v naslednji sezoni 1956, ko je dirkal skupaj z Oscarjem Gonzálezom in s šestim mestom ter desetimi krogi zaostanka sta le za mesto zgrešila uvrstitev med dobitnike točk, ki bi bila za oba edina v karieri. Umrl je leta 1988.

## Popolni rezultati Formule 1
(legenda) (odebeljene dirke pomenijo najboljši štartni položaj, poševne pa najhitrejši krog, †-uvrščen kljub odstopu)
| Leto | Moštvo       | Šasija              | Motor               | 1       | 2   | 3   | 4   | 5   | 6  | 7   | 8   | Prv | Toč |
| ---- | ------------ | ------------------- | ------------------- | ------- | --- | --- | --- | --- | -- | --- | --- | --- | --- |
| 1955 | Alberto Uria | Maserati A6GCM/250F | Maserati Straight-6 | ARG Ret | MON | 500 | BEL | NIZ | VB | ITA |     | -   | 0   |
| 1956 | Alberto Uria | Maserati A6GCM/250F | Maserati Straight-6 | ARG 6   | MON | 500 | BEL | FRA | VB | NEM | ITA | -   | 0   |